# 坂井真
坂井 真 （さかい まこと、1962年8月10日 - ）は、日本の農学者。博士（農学〉京都大学。
農業・食品産業技術総合研究機構生物系特定産業技術研究支援センター戦略的研究技術開発課総括研究リーダー〈非常勤顧問〉。

## 人物
兵庫県神戸市の出身。1980年、兵庫県立長田高等学校を卒業。1984年、京都大学農学部農学科(育種学)を卒業。1985年4月、農林水産省に入省。農林水産省中国農業試験場研究員。1996年、農林水産省農業研究センター主任研究官  2001年4月、青森県農業試験場藤坂支場〈水稲育種〉指定試験主任。2004年4月、農研機構九州沖縄農業研究センター稲育種研究室長/ユニット長。 2013年、農研機構 九州沖縄農業研究センター広報普及室長・研究調整役。2015年5月、農業・食品産業技術総合研究機構本部連携普及部統括コーディネーター。2016年4月、農業・食品産業技術総合研究機構食農ビジネス推進センターセンター長に就任。2018年4月、次世代作物開発研究センター企画管理部企画管理部長。2019年4月、農業・食品産業技術総合研究機構中央農業総合研究センター北陸農業研究監に就任。2021年12月、国立研究開発法人農業・食品産業技術総合研究機構企画戦略本部研究統括部スマート農業事業推進室技術開発チーム長 。2023年4月、国立研究開発法人農業・食品産業技術総合研究機構生物系特定産業技術研究支援センター戦略的研究技術開発課総括研究リーダー〈非常勤顧問〉。

## 著書
- 『新品種で拓く地域農業の未来:食農連携の実践モデル』ISBN 978-4897322926 農林統計協会〈2014年4月1日〉

## 論文
- 『玄米の窒素含量およびMg/K比と炊飯米の粘り値との関係』[3]
- 『早植えと遮光フィルム被覆処理を併用したイネの高温寡照耐性の評価法の開発』[4]
- 『イネの品質および収量関連形質の安定性を向上させる育種法の開発と実証』[5]
- 『土壌型による食味の変動と米の成分との関係』[6]
- 『イネ低アミロース系統の登熟気温による胚乳アミロース含有率変動の系統間差異』[7]